# Camponotus varius
Camponotus varius é uma espécie de inseto do gênero Camponotus, pertencente à família Formicidae.